# Jan Gabrielsson
Jan Staffan Gabrielsson, född 24 oktober 1923 i Älvdalens församling, Kopparbergs län, död 29 maj 1994 i Enskede församling, Stockholm, var en svensk journalist, programledare och författare.
Han växte upp i Söderbärke och Rättvik. Hans far kontraktsprosten Samuel Gabrielsson var sångförfattare och modern hette Jenny Beer. Efter studentexamen i Uppsala 1942 anställdes han vid Svenska Morgonbladet i Stockholm 1945 och gick över till Dalpilen i Falun 1946 följt av Borlänge Tidning 1947 och Expressen 1950. År 1957 började han frilansa inom press, radio, TV och showbusiness. Han var reklamchef vid Malmö stadsteater 1962–1963 och hade samma post vid Upsala stadsteater 1964.
De första årens melodifestivaler i svensk TV refererades av Jan Gabrielsson, som i sin mångsidighet även författade böcker om bland annat Zarah Leander, golf och filateli.
Åren 1947–1961 var han gift med Dagmar "Pia" Lind (1927–1978, omgift med en son till Moses Pergament) och 1962 till hustruns död med Ulla-Bella Fridh (1929–1993), med vilken han gjorde TV-serien Söndagsbilagan i början av 1960-talet med en blandning av nyheter och underhållning. En dotterson är musikern Niklas Lind.
Ulla-Bella Fridh och Jan Gabrielsson ligger begravda på Uppsala gamla kyrkogård.